# Гатчина
Га́тчина (рос. Га́тчина) — місто (з 1796) в Росії, адміністративний центр Ленінградської області.
Місто розташоване у південно-західній частині області, за 8 км на південь від межі Санкт-Петербурга і на відстані 42 км від його історичного центру.
Населення 95.86 тисяч осіб (2014). Гатчина є найбільш населеним містом  Ленінградської області.
Гатчина — промисловий, науковий та культурний центр  Ленінградської області.

## Назва міста
Попередником міста Гатчина вважається село Хотчино, яке вперше згадується в Новгородській літописній книзі 1500 року, а потім, як село Hotzino by в Дягилинському погості у шведських «Писарських книгах Іжорської землі» 1618—1623 років.
За однією з версій, цей топонім з'явився від скороченої форми «Хот» одного з давньоруських особистих імен (Хотчен, Хотимир, Хотен, Хотчена, Хотина), за іншою — від давньофінського слова «хатша» — пожога; ділянка, на якій ліс спалили під ріллю.
За «романтичною» версією, на місці Гатчини в давні часи знаходилося капище язичницької богині Хочени, від імені якої наче й пішла назва села Хотчино.
Існують й інші версії походження назви Гатчини:
- від слов «гать» — дорога, прокладена по заболоченій місцевості, та «рос. чинная» — важлива, добротна[4].
- Від німецького виразу «Hat Schöne» — є красивим. Така версія була вигадана поетом В. Г. Рубаном на догоду пруському смаку Павла I[3].

Приблизно в середині XVII століття глуха фонема «Х» у назві села замінюється дзвінкою «Г», і село Хотчіно, як і створена поблизу нього поміщицька садиба, перетворюються в село Готчіно і Готчінскую  мизу. До кінця XVII століття назва «Готчіно» трансформується в його сучасну форму, але й стара форма середнього роду продовжує використовуватися аж до початку XX століття. Так Катерина II викуповує у спадкоємців і дарує  Павлу Петровичу «мизу Гатчина з тамтешнім домом». «Милу Гатчину» дуже любив імператор Олександр III. На старих листівках з краєвидами міста і топографічних картах початку минулого століття часто згадується саме Гатчина. Використовувався і варіант без літери «Т», так на карті  Санкт-Петербурзької губернії Я. Ф. Шміта 1770 а, позначена село Гачіно при мизі Гачінській.
У 1923 місто було перейменовано в Троцьк на честь радянського політичного діяча  Льва Давидовича Троцького, за його заслуги у відображенні  походу Керенського — Краснова в 1917 і під час оборони  Петрограда в 1919 у. В 1929 у Троцький був висланий за межі  СРСР, а місто Троцьк перейменований у Красногвардійськ.
У 1942 німецька окупаційна влада перейменувала місто в Ліндеманштадт (нім. Lindemannstadt) на честь головнокомандувача  18-ю армією   Георга Ліндемана. Однак дане перейменування не враховувалося органами державної влади  СРСР.
23 січня 1944 указом Президії Верховної Ради СРСР «Про перейменування міст  Слуцька і Красногвардійська і районів Слуцького та Красногвардійського  Ленінградської області» місту було повернуто історичну назву — Гатчина.

## Історія міста
Найбільш старовинні археологічні знахідки (поховання іжорців) на території Гатчини датуються XIII сторіччям, але перше документальне свідчення про існування поселення з'являється в 1500 як згадка в  Новгородської Писцовой книзі « села Хотчіно над озерцем Хотчіно», що входив тоді в Богородицький Дягіленський погост Копорского повіту  Водської п'ятіни.
Протягом декількох століть  Іжорські землі, на яких знаходилося село Хотчіно, були предметом територіальних суперечок між Московією і  Швецією. В 1617 був підписаний  Столбовский мирний договір, за яким ця територія передавалася Швеції. З 1624 а Хотчіно входило до складу  Скворіцкой мизи і належало відомому шведському дворянському роду  Оксенштернів. У 1702–1703 роках, під час  Північної війни, Іжорські землі знову перейшли до Московії. Тут була заснована нова столиця країни — Санкт-Петербург, що справило значний вплив на розвиток прилеглої території.
У проміжку між 1712 і 1714 роками (історичні документи називають різні дати) Гатчинская миза з приписаними до неї 23 селами стала власністю сестри  Петра I  Наталії Олексіївни, тоді почався її благоустрій. Після смерті царівни в 1716 миза була приписана до придворного шпиталю, а її власником стає лейб-медик Петра I, глава аптекарського наказу  Роберт Арескін. У 1717 мизу віддали президентові медичної канцелярії та аптеки  І. Л. Блументрост, який користувався нею до 1732 а. Як повідомляв власник в одній зі своїх чолобитних на ім'я імператриці Анни Іоанівни, саме він відновив зруйноване під час Північної війни господарство свого володіння: розчищав і розмножував заплави і ріллю, за свій рахунок відновлював і будував нові господарські споруди і т. ін.

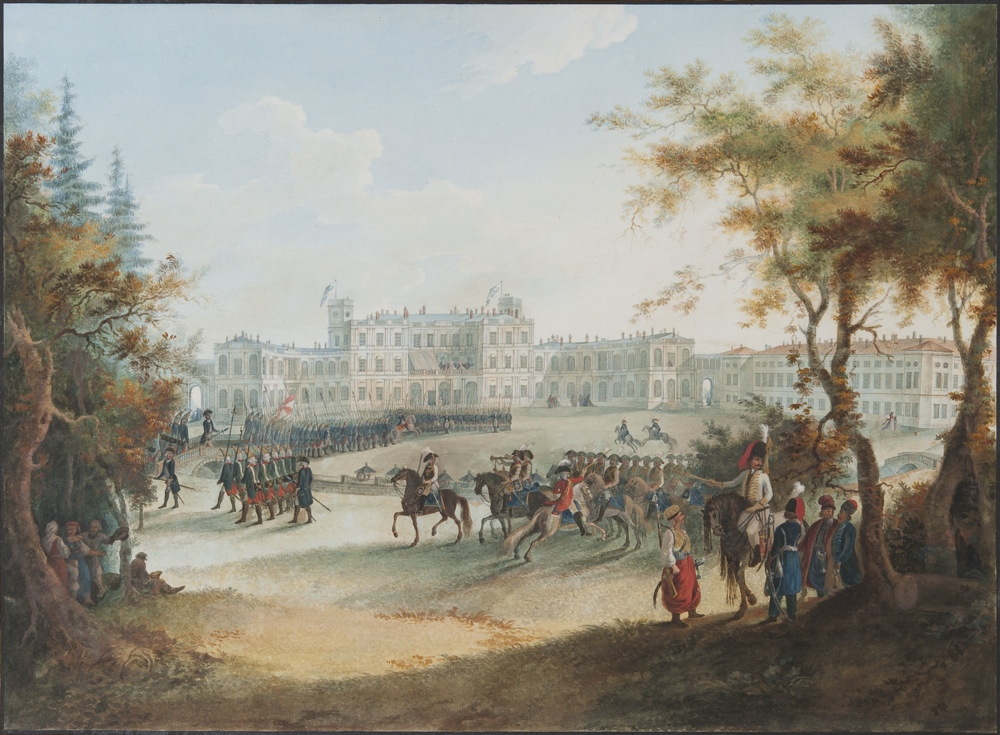
Гатчинський палац. Акварель XVIII ст.

У 1734 імператриця Анна Іванівна подарувала Гатчинскую мизу з приписаними до неї селами обер-шталмейстер князю  А. Б. Куракіну в приватне спадкове володіння. В 1765 це володіння було куплено в казну  Катериною II.

## Символіка
З 13 грудня 1800 року до 10 (23) листопада 1917 року Гатчина мала  свій герб, який був затверджений імператором  Павлом I. З 4 жовтня 1995 року його використовують як герб  муніципального утворення «Місто Гатчина».
Опис герба: "Щит пересічений. Вгорі, у золотому полі, російський державний двоголовий орел часів правління імператора Павла I; чорний з золотими дзьобами і лапами, з червленими (червоними) язиками, увінчаний трьома імператорськими коронами, з яких середня більше, з золотими скіпетром і державою в лапах, з срібним мальтійським хрестом під короною Великого магістра Державного ордена святого Івана Єрусалимського (Суверенного військового Мальтійського ордену) на грудях; поверх хреста покладено червлений щиток, обтяжений золотим вензелевим ім'ям Павла I під імператорською короною. Внизу, у блакитному (синьому, блакитному) полі золота літера «G» ".
У 2008 році радою депутатів був затверджений прапор муніципального поселення «Місто Гатчина». Він являє собою біле полотнище з гербом Гатчини посередині.

## Транспорт
Через місто прокладено три залізничні магістралі Жовтневої залізниці ( «Варшавська» і «Балтійська» лінії, а також лінія Мга - Івангород-Нарвський). Є три залізничні станції (Гатчина-Пасажирська-Балтійська, Гатчина-Варшавська і Гатчина-Товарна-Балтійська) і два зупинних пункти (Тетяніно і Марієнбург). Здійснюється приміське пасажирське сполучення.
У місті або безпосередньо поруч з ним проходять декілька великих автодоріг - федеральна автотраса Р23 «Псков» (частина європейського автомобільного маршруту E 95), регіональні автодороги А120 (Санкт-Петербурзьке південне півкільце) та 41А-002 (Гатчина - Опілля), а також три автодороги місцевого значення - 41К-010 (Червоне Село - Гатчина - Павловськ), 41К-011 (Стрільна - Кіпень - Гатчина) та 41К-100 (Гатчина - Куровиці).

## Населення
| 1838    | 1840    | 1856    | 1860    | 1862    | 1893    | 1897    | 1920    | 1923    | 1926    | 1931    | 1935    | 1939    |
| ------- | ------- | ------- | ------- | ------- | ------- | ------- | ------- | ------- | ------- | ------- | ------- | ------- |
| 3000    | ↗5400   | ↘5200   | ↗9200   | →9200   | ↗14 500 | ↗14 824 | ↘14 087 | ↗15 793 | ↗16 600 | ↗19 000 | ↗38 700 | ↘38 201 |
| 1943    | 1944    | 1959    | 1967    | 1970    | 1973    | 1976    | 1979    | 1982    | 1986    | 1987    | 1989    | 1992    |
| ↘22 000 | ↘2500   | ↗36 725 | ↗53 000 | ↗63 292 | ↗68 000 | ↗73 000 | ↗75 153 | ↗77 000 | ↗80 000 | ↗81 000 | ↘79 714 | ↗80 900 |
| 1996    | 1997    | 1998    | 2000    | 2001    | 2002    | 2003    | 2005    | 2006    | 2007    | 2008    | 2009    | 2010    |
| ↗81 000 | ↗81 800 | ↘81 400 | ↗81 800 | ↘81 700 | ↗88 420 | ↘88 400 | ↗88 500 | ↗89 100 | →89 100 | ↗89 900 | ↗90 147 | ↗92 937 |
| 2011    | 2012    | 2013    | 2014    | 2015    | 2016    | 2017    | 2018    | 2019    | 2020    |         |         |         |
| ↘92 900 | ↗93 843 | ↗95 135 | ↗95 860 | ↗96 334 | ↘95 623 | ↘95 186 | ↘94 447 | ↘93 710 | ↘91 685 |         |         |         |

## Видатні мешканці
- Баженов Василь Іванович, російський архітектор
- Катерина ІІ, російська імператриця
- Павло І, російський імператор
- Антоніо Рінальді, російський архітектор, італієць за походженням
- Захаров Андреян Дмитрович, російський архітектор
- Львов Микола Олександрович, російський архітектор
- Михайло Чигорін, російський шахіст.
- Лозинський Михайло Леонідович (1886—1955) — російський та радянський перекладач поетів і драматургів українського походження.

## Див. також

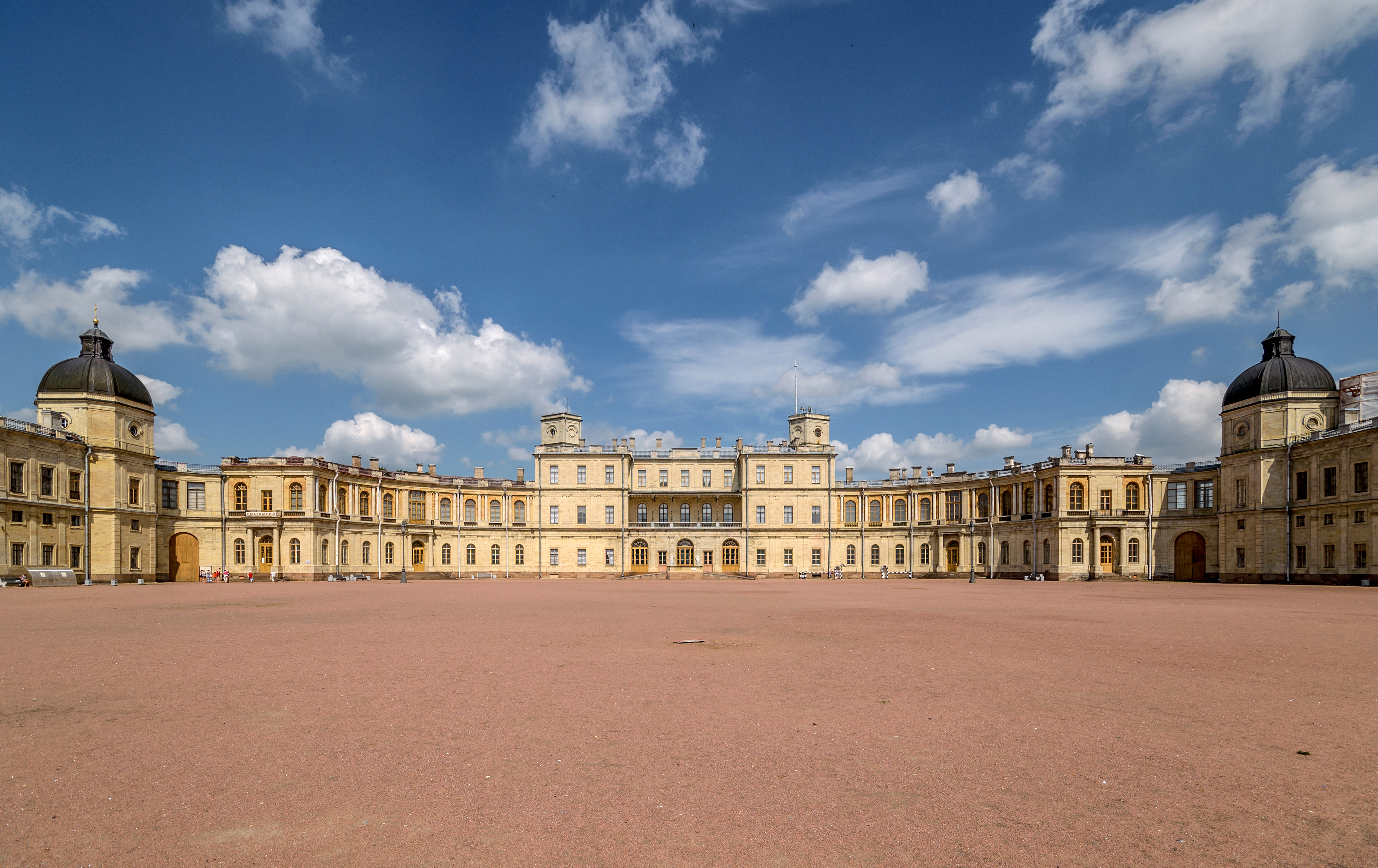
Великий Гатчинський палац, південний фасад.

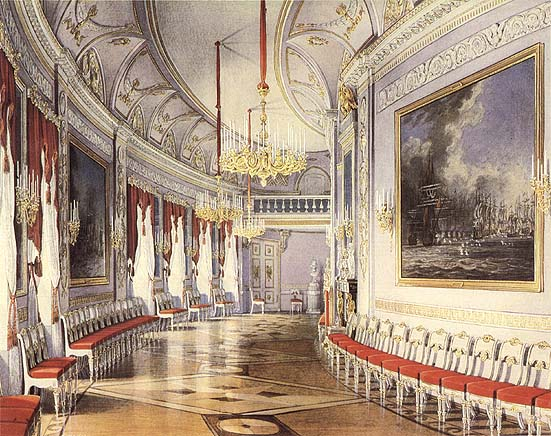
Інтер'єр палацу, Чесменська галерея.

## Міста-побратими
| Місто                    | Країна          |
| ------------------------ | --------------- |
| Котбридж                 | Велика Британія |
| Ескільстуна              | Швеція          |
| Еспоо                    | Фінляндія       |
| Еттлінген                | Німеччина       |
| Лексінгтон (Массачусетс) | США             |